# Манастир Калугара
45° 01′ 21″ С; 21° 45′ 53″ И / 45.022541° С; 21.764801° И
Манастир Калугара (рум. Mănăstirea Călugăra) је румунски православни манастир који се налази код села Чиклова Монтана, близу Оравице, на западу Румуније.
Манастир се налази 2 километара источно од села Чиклова Монтана у долини реке Чиклова. Смештен је у подножју стене која је висока скоро хиљаду метара (Станка Ролулуј), окружен старим шумама Банатских планина.
Манастирска црква је данас заштићена као историјски споменик.

## Историја
Манастир је основао теолог Алексије Недичи 1859. године на месту где су се према сведочењу верника чуле духовне песме које су допирале из стене. Према предању овде је било место на коме су некад боравили пустињаци због чега је долина названа Калуђерском долином (рум. Valea Călugărului). Ова предања су потврђена пронађеним моштима у пећини као и чувеном иконом Пресвете Богородице која је пронађена овде, наводно насликана на Светој Гори.
Алексије се замонашио и, уз благослов епископа Емилијана Кенђелца, започео оснивање манастира 1859. године. Завршетак и освећење манастира било је 1. октобра 1861. године од стране епископа вршачког Емилијана, а посвећен је Покрову Пресвете Богородице. У манастирској цркви се чувају мошти пустињака пронађене у пећини.
Први игуман манастира, био је Алексије, а временом су манастиром управљали или монаси или парохијски свештеници из Чиклове Монтане. Након Алексија, у службу су потом ступили:
- Свештеник Јоан Мургу (1862—1874)
- Свештеник Петру Поповичи (1874—1886)
- Свештеник Јакоб Мутеану (1889—1891)
- Свештеник Павел Буфану (1891—1905)
- Јеромонах Макарије Гушка (?—1903)
- Свештеник Валерију Дабичу (1905—1910)
- Јеромонах Дионисије Вакареску (1910—1913)
- Протосинђел Бартоломеу Дураин (1913—1941)
- Јеромонах Нектарије Пинтилије (1949—1950)
- Протосинђел Јероним Балинтон (1950—1957)
- Јеромонах Паисије Раиљану (1957—1960)
- Свештеници Штефан Гару и Павел Коада (1960—1973)
- Јеромонах Ефтимије Билан (1973—2000)

Радови на поправци и унапређењу манастирског комплекса вршени су 1862. када су изграђене келије и 1942, 2000. и 2011. када је црква реновирана. Након реновирања цркве, 1943 освештао ју је епископ карансебешки Венијамин Нистор, 2000. епископ карансебешки Лауренцију Стреза, а 2017. епископ карансебешки Лучијан Мик.
Данас у монашкој заједници живи 6 монаха, а тренутни игуман манастира је архимандрит Касијан Оница.